# Ranieri Randaccio

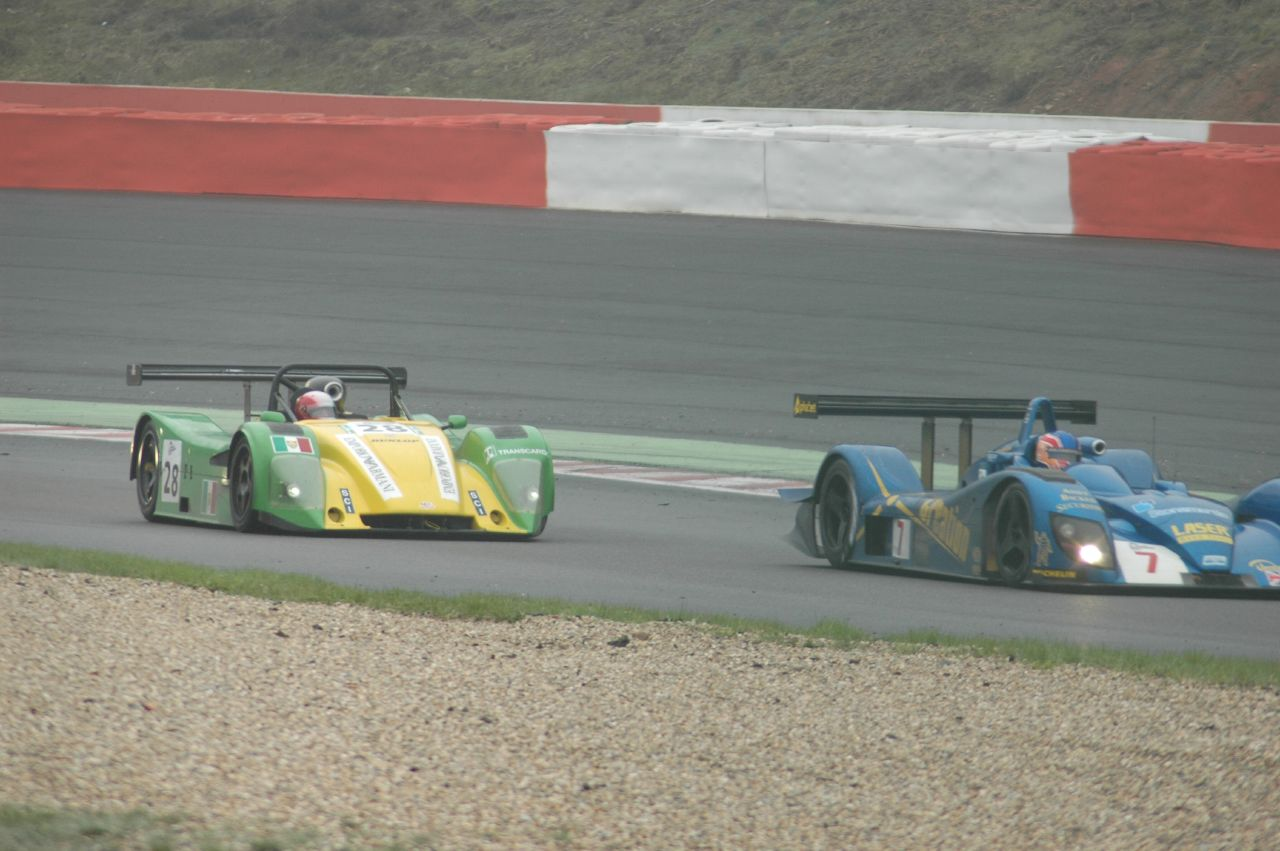
Ranieri Randaccio im gelb-grünen Tampolli SR2 RTA-200 (links) beim 1000-km-Rennen von Spa-Francorchamps 2005

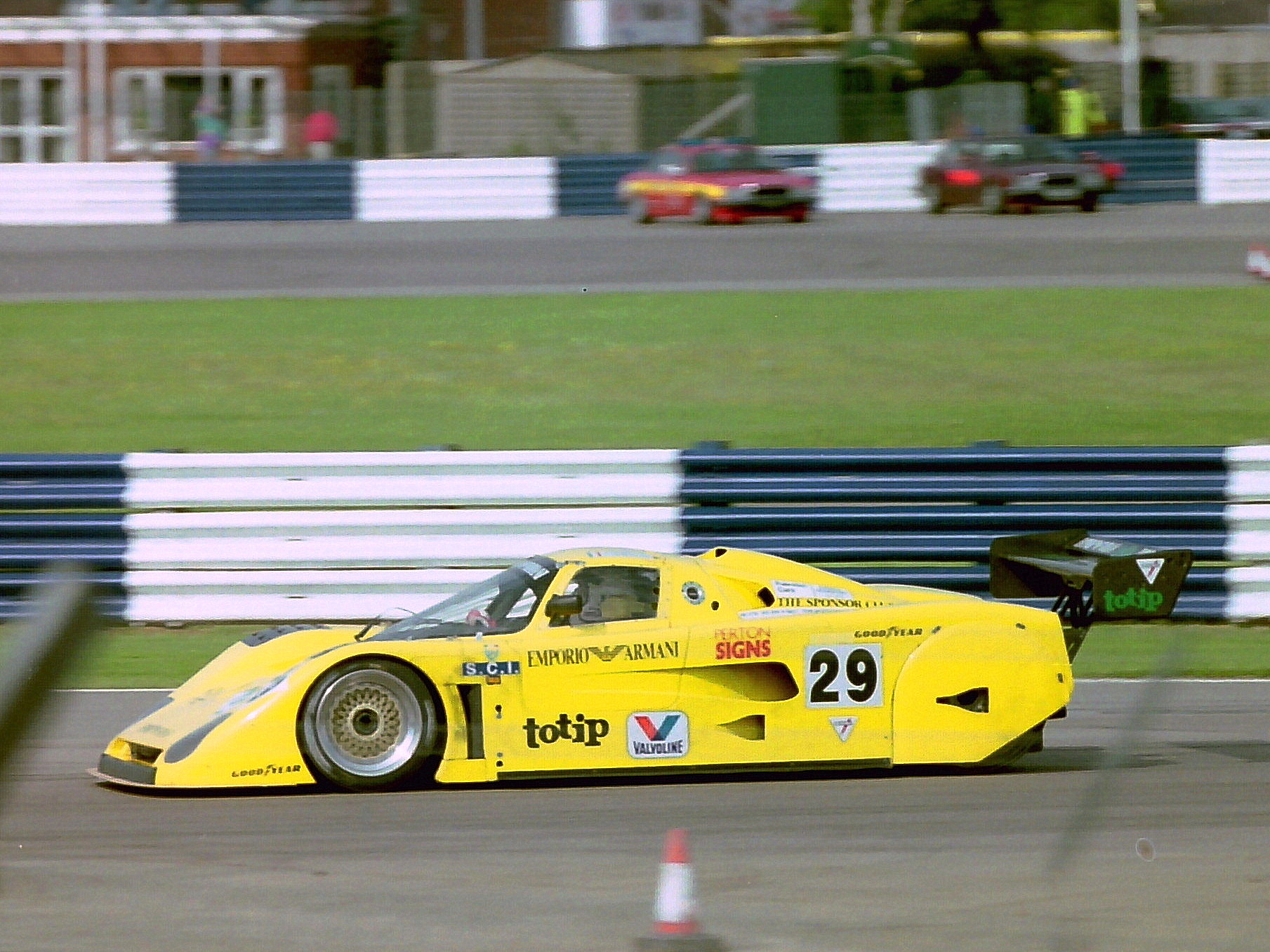
Der von Ranieri Randaccio beim 500-km-Rennen von Silverstone 1992 gefahrene Spice SE90C

Ranieri Randaccio (* 24. Mai 1952 in Rom) ist ein ehemaliger italienischer Autorennfahrer.

## Karriere als Rennfahrer
Ranieri Randaccio war viele Jahre im Sportwagensport aktiv. Seine internationale Karriere begann während der Sportwagen-Weltmeisterschaft 1977, als er beim 500-km-Rennen von Monza und dem 400-km-Rennen von Vallelunga am Start war. Damals begann die Freundschaft mit Stefano Sebastiani, der in den kommenden Jahren immer wieder sein Teampartner war. Randaccio bestritt bis 2009 135 Rennen unter anderen in der Sportwagen-Weltmeisterschaft und der Inter- und Le Mans Series. Ab 2010 startete er vor allem in nationalen italienischen Rennserien.
Seine drei Rennsiege erzielte er in der Interserie. 1995 gewann er auf einem Fondmetal FG-01 die Rennen in Zeltweg und Jarama. 1996 kam ein weiterer Erfolg in Zeltweg hinzu.
Randaccio startete auch beim 12-Stunden-Rennen von Sebring sowie dem 24-Stunden-Rennen von Le Mans und war beim letzten Rennen in der Geschichte der Sportwagen-Weltmeisterschaft am Start. Beim 500-km-Rennen von Magny-Cours 1992 erreichte er gemeinsam mit Partner Sebastini im Spice SE90C den achten Endrang.

## Statistik

### Le-Mans-Ergebnisse
| Jahr | Team          | Fahrzeug   | Teamkollege    | Teamkollege        | Platzierung | Ausfallgrund     |
| ---- | ------------- | ---------- | -------------- | ------------------ | ----------- | ---------------- |
| 1988 | Dollop Racing | Lancia LC2 | Nicola Marozzo | Jean-Pierre Frey   | Ausfall     | Motorschaden     |
| 1992 | Team S.C.I.   | Tiga GC288 | Vito Veninata  | Stefano Sebastiani | Ausfall     | Kraftübertragung |

### Sebring-Ergebnisse
| Jahr | Team     | Fahrzeug    | Teamkollege | Teamkollege | Platzierung | Ausfallgrund |
| ---- | -------- | ----------- | ----------- | ----------- | ----------- | ------------ |
| 1996 | Team SCI | Spice SE89C | Robin Smith | Sam Brown   | Ausfall     | Unfall       |

### Einzelergebnisse in der Sportwagen-Weltmeisterschaft
| Saison | Team                        | Rennwagen                       | 1   | 2   | 3   | 4   | 5   | 6   | 7   | 8   | 9   | 10  | 11  | 12  | 13  | 14  | 15  | 16  | 17  |
| ------ | --------------------------- | ------------------------------- | --- | --- | --- | --- | --- | --- | --- | --- | --- | --- | --- | --- | --- | --- | --- | --- | --- |
| 1977   | Stefano Sebastini           | Chevron B23 Chevron B26         | DAY | MUG | DIJ | MON | SIL | NÜR | VAL | PER | WAT | EST | LEC | MOS | IMO | SAL | BRH | HOK | VAL |
| 1977   | Stefano Sebastini           | Chevron B23 Chevron B26         |     |     |     | 13  |     |     | DNF |     |     |     |     |     |     |     |     |     |     |
| 1987   | Kelmar Racing               | Tiga GC85                       | JAR | JER | MON | SIL | LEM | NÜN | BRH | NÜR | SPA | FUJ |     |     |     |     |     |     |     |
| 1987   | Kelmar Racing               | Tiga GC85                       |     | DNF | DNF | 10  |     | 9   | 12  | 10  |     |     |     |     |     |     |     |     |     |
| 1988   | Kelmar Racing Dollop Racing | Tiga GC85 Tiga GC288 Lancia LC2 | JER | JAR | MON | SIL | LEM | BRÜ | BRH | NÜR | SPA | FUJ | SAN |     |     |     |     |     |     |
| 1988   | Kelmar Racing Dollop Racing | Tiga GC85 Tiga GC288 Lancia LC2 | 14  | DNF | DNF | 10  | DNF | DNF | 9   | DNF | 15  | 15  | 8   |     |     |     |     |     |     |
| 1989   | Porto Kaleo Team            | Tiga GC288                      | SUZ | DIJ | JAR | BRH | NÜR | DON | SPA | MEX |     |     |     |     |     |     |     |     |     |
| 1989   | Porto Kaleo Team            | Tiga GC288                      |     | DNF | DNF | 22  | DNF | DNF | 15  | 18  |     |     |     |     |     |     |     |     |     |
| 1990   | Berkeley Team               | Spice SE89C                     | SUZ | MON | SIL | SPA | DIJ | NÜR | DON | MOT | MEX |     |     |     |     |     |     |     |     |
| 1990   | Berkeley Team               | Spice SE89C                     | DNF | DNF | 19  | 23  | 25  | DNF | DNF |     |     |     |     |     |     |     |     |     |     |
| 1991   | Louis Descartes             | Spice SE89C                     | SUZ | MON | SIL | LEM | NÜR | MAG | MEX | AUT |     |     |     |     |     |     |     |     |     |
| 1991   | Louis Descartes             | Spice SE89C                     |     | DNF |     |     |     |     |     |     |     |     |     |     |     |     |     |     |     |
| 1992   | Team SCI                    | Spice SE90C Tiga GC288          | MON | SIL | LEM | DON | SUZ | MAG |     |     |     |     |     |     |     |     |     |     |     |
| 1992   | Team SCI                    | Spice SE90C Tiga GC288          | DNF | 4   | DNF | 7   |     | 8   |     |     |     |     |     |     |     |     |     |     |     |